# Mark Shahid
Mark Shahid (ur. 27 maja 1973) – amerykański bokser kategorii superśredniej.

## Kariera amatorska
W marcu 1998 zdobył brązowy medal na mistrzostwach Stanów Zjednoczonych w kategorii średniej. W półfinale przegrał wyraźnie na punkty z Randym Griffinem.

## Kariera zawodowa
Na ringu zawodowym zadebiutował 10 października 2000, pokonując w debiucie Erika Benforda. Był zawodowcem do 2004. Podczas całej kariery zawodowej stoczył 12 walk, notując 10 zwycięstw oraz 2 porażki.